# Songs from Instant Star Three
Songs from Instant Star Three – ścieżka dźwiękowa trzeciego sezonu serialu telewizyjnego Gwiazda od zaraz. Wszystkie piosenki w oryginale wykonywała Alexz Johnson, jednak po jej przejściu do wytwórni Capitol Records, niektóre piosenki zostały nagrane przez Cory Lee, Tylera Kyte'a, Lindsay Robins i Damhnait Doyle. Album został wydany w Kanadzie 3 lipca 2007 roku, a 10 lipca wytwórnia Orange Record Label postanowiła umieścić płytę w internetowym sklepie iTunes Store. Mimo tej decyzji album wciąż nie jest dostępny w Internecie.
Piosenka "Where Does It Hurt" jest indywidualnie dostępna dla mieszkańców Kanady, poprzez iTunes i Puretracks.

## Lista utworów
1. "Where Does It Hurt" – Alexz Johnson
2. "Waste My Time" – Cory Lee
3. "What You Need" – Tyler Kyte
4. "I Don’t Know If I Should Stay" – A. Johnson
5. "Just the Beginning" – Damhnait Doyle
6. "Love to Burn" – C. Lee
7. "Unraveling" – T. Kyte
8. "Don’t You Dare" – A. Johnson
9. "I Will Be the Flame" – C. Lee
10. "Worth Waiting For" – T. Kyte
11. "Darkness Round the Sun" – D. Doyle
12. "Shooting Star" – Lindsay Robins
13. "The Breakdown" – A. Johnson
14. "No Shoes No Shirt" – C. Lee

## Single
- Where Does It Hurt

## Autorzy piosenek
|     | Piosenka                      | Twórca                                              |
| --- | ----------------------------- | --------------------------------------------------- |
| 1.  | Where Does It Hurt            | Rob Wells, Christopher Ward, Greg Johnston          |
| 2.  | Waste My Time                 | Rob Wells, Christopher Ward, Fred St-Gelais         |
| 3.  | What You Need                 | David Thomson, Tyler Kyte                           |
| 4.  | I Don't Know If I Should Stay | Rob Wells, Marc Jordan, Jeen O'Brien                |
| 5.  | Just the Beginning            | Damhnait Doyle, Rob Wells, Fred St-Gelais           |
| 6.  | Love to Burn                  | Chris Anderson, Rob Wells, Christopher Ward         |
| 7.  | Unraveling                    | Christopher Ward, Greg Johnston                     |
| 8.  | Don't You Dare                | Damhnait Doyle, Luke McMaster                       |
| 9.  | I Will Be the Flame           | Damhnait Doyle, Christopher Ward, David Thomson     |
| 10. | Worth Waiting For             | Greg Johnston, Luke McMaster, Christopher Ward      |
| 11. | Darkness Round the Sun        | David Thomson, Marc Jordan, Rob Wells               |
| 12. | Shooting Star                 | Greg Johnston, Damhnait Doyle, Rob Wells            |
| 13. | The Breakdown                 | Brendan Johnson                                     |
| 14. | No Shoes No Shirt             | Cory Lee, Rupert Gayle, Chris Perry, Adam Alexander |